# Ethiopica
Ethiopica é um gênero de traça pertencente à família Arctiidae.